# Teoria da liderança transformacional e transacional

## Liderança transformacional
A liderança transformacional é um estilo de liderança que o líder colabora com os liderados para identificar a mudança necessária, criando uma visão para orientar a mudança através da inspiração para o bem da organização. Essa troca envolve o sentido mútuo com seus seguidores, traçando objetivos e discussões sobre os diversos assuntos abordados. O líder enfatiza um senso de missão em busca dos ideais, influenciando sempre com ética e moral e estimulando os esforços para serem criativos e inovadores com estímulos questionadores e críticos.[parcial?] Os liderados são solicitados a participar de um processo de identificação de problemas tendo eles uma nova forma de solução, ângulos diferentes de solução dos problemas. Líderes praticam a consideração individual por meio da criação de um ambiente colaborativo, no qual a diferença individual e as expectativas serão reconhecidas pela liderança, demonstrando um comportamento de aceitação individual diante das necessidades dos liderados e de compreensão os pontos fortes e fracos de seguidores, permitindo ao líder alinhar seguidores com tarefas que melhorem o seu desempenho.

### Origem
O conceito de liderança transformacional foi inicialmente introduzido pelo especialista em liderança James MacGregor Burns. De acordo com Burns, líderes transformacionais são capazes de inspirar seguidores para alterar as expectativas, percepções e motivações para o trabalhar para objetivos comuns. Mais tarde, o pesquisador Bernard M. Bass expandiu a ideias originais de Burns. De acordo com Bass, liderança transformacional pode ser definida com base no impacto que tem sobre os liderados. Os líderes transformacionais adquirem confiança, respeito e admiração de seus liderados. De acordo com Burns (1978) para poder explicar como a liderança transformacional pode ser medida, bem como seu impacto seguidor motivação e desempenho. A medida em que um líder é transformacional, é medido em primeiro lugar, em termos de sua influência sobre os liderados. Os liderados sentem confiança, admiração, lealdade e respeito pelo líder e por causa das qualidades do líder transformacional estão dispostos a trabalhar mais do que o inicialmente esperado. Além disso, este líder encoraja suas liderados a formas novas e originais para desafiar e suporta a mudança de ambiente e ser bem sucedido

## Liderança transacional
A liderança transacional, também conhecida como liderança gerencial, foca no papel de supervisão, organização e desempenho do grupo. Liderança transacional é um estilo de liderança em que o líder promove o cumprimento do seus liderados através de recompensas e punições, a fim de garantir o cumprimento dos seus liderados. Esse tipo de líder não esta preocupado com a motivações de sua equipe ou se antecipar ao problemas futuros, ele apenas segue a demanda estabelecida por meio do esclarecimento dos papeis e das exigência das tarefas, enfatizando a recompensa proporcional a desempenho. Este tipo de liderança é eficaz em situações de crise ou de emergência, bem como para projetos que necessitam de ser realizados de uma maneira específica.

### Exemplos
Treinadores de equipes esportivas são um exemplo de liderança transacional, esses líderes motivam sua equipe promovendo a recompensa de ganhar o jogo. Eles demostram um nível tão elevado de compromisso e com isso sua equipe está disposta a arriscar a dor e prejuízo para obter os resultados que o líder está pedindo.

## Características dos líderes transformacional e transacional
| Líder transformacional               | Líder transformacional |
| ------------------------------------ | --- |
| Carisma                              | Promove uma visão e um senso de missão, estimula o orgulho, ganha respeito e confiança.                                        |
| Inspiração                           | Comunica altas expectativas, utiliza símbolos para focar os esforços, expressa importantes objetivos de maneira simples.       |
| Estimulação intelectual              | Promove a inteligência, racionalidade e a resolução cuidadosa de problemas                                                     |
| Consideração individualizada         | Dá atenção pessoal, trata cada empregado individualmente, acompanha e aconselha.                                               |
| Líder transacional                   | |
| Recompensas                          | Contrato de trocas de recompensa de acordo com o esforço, promessas de recompensa por bom desempenho, reconhece as conquistas. |
| Gerenciamento pela exceção (ativa)   | Procura e observa desvios das regras e padrões, toma ações corretivas.                                                         |
| Gerenciamento pela exceção (passiva) | Intervém apenas quando os padrões não são alcançados.                                                                          |